# 河東路
河東路是中國宋朝时设置的路。
地處今山西省中部、南部，即内长城以南，龙门山、稷山、绛州、垣曲以北，西北有今陕西佳县以北部分。至道十五路之一。金朝分河東路为河东北路、河东南路二路。元朝初年废除。
- 辖区：太原府、潞州、晋州、绛州、泽州、代州、忻州、汾州、辽州、宪州、岚州、石州、隰州、麟州、府州、丰州、威胜军、平定军、苛岚军、宁化军、火山军、保德军